# Montbonnot-Saint-Martin
Montbonnot-Saint-Martin este o comună în departamentul Isère din sud-estul Franței. În 2009 avea o populație de 3.021 de locuitori.

## Evoluția populației
| An        | 1975  | 1982  | 1990  | 1999  | 2006  | 2009  |
| --------- | ----- | ----- | ----- | ----- | ----- | ----- |
| Populație | 1.756 | 2.329 | 2.076 | 2.178 | 2.632 | 3.021 |